# Eric S. Schmitt
Eric Stephen Schmitt (ur. 20 czerwca 1975 w Bridgeton) – amerykański prawnik i polityk, od 2023 roku senator Stanów Zjednoczonych, w latach 2019–2023 prokurator generalny Missouri, w latach 2017–2019 skarbnik Missouri.

## Życiorys
Uczęszczał do jezuickiej szkoły średniej, a następnie z wyróżnieniem ukończył Truman State University, gdzie założył oddział organizacji Habitat for Humanity. W 2000 roku ukończył studia prawnicze na Uniwersytecie Saint Louis, gdzie pełnił funkcję redaktora czasopisma prawniczego. Pracował w kancelarii prawnej Lathrop & Gage. W latach 2005–2008 pełnił funkcję członka rady miasta Glendale. W 2008 roku został wybrany do Senatu Missouri. W 2012 roku uzyskał reelekcję. W 2016 roku został wybrany skarbnikiem stanu Missouri.
W 2018 roku został wybrany prokuratorem generalnym Missouri. W kwietniu 2020 roku pozwał chiński rząd w związku z pandemią COVID-19, twierdząc, że chińscy urzędnicy „zrobili niewiele, aby zatrzymać rozprzestrzenianie się” tej choroby zakaźnej. Złożył także pozew zbiorowy przeciwko okręgom szkolnym, które żądały od uczniów i nauczycieli noszenia masek. Pozywał także administrację prezydenta Joego Bidena, za wytyczne nakazujące szczepień w firmach powyżej 100 pracowników, oraz w sprawie podobnych wymagań wobec pracowników służby zdrowia. W czerwcu 2022 roku ogłosił, że po wydaniu opinii Sądu Najwyższego Stanów Zjednoczonych w sprawie Dobbs v. Jackson Women’s Health Organization Missouri stało się „pierwszym w kraju, który skutecznie zakończył aborcję”.
W listopadzie 2022 roku został wybrany senatorem Stanów Zjednoczonych z Missouri. Objął funkcję 3 stycznia 2023 roku, po zaprzysiężeniu przez wiceprezydent Kamalę Harris.

## Życie prywatne
Eric i jego żona Jaime mają troje dzieci: Stephena, Sophię i Olivię. Jego syn urodził się ze stwardnieniem guzowatym, ma również epilepsję, spektrum autyzmu i jest niewerbalny.